# Frédéric de Chirac
Frédéric de Chirac, né à Paris 16e le 2 octobre 1869 et mort à Nemours le 12 mars 1906, est un dramaturge français qui organisa des spectacles qualifiés de pornographiques.

## Biographie
Théodore-Auguste-Marie-Frédéric de Chirac naît le 2 octobre 1869 au no 11 de la rue de Passy. Il est le fils de Marie-Marguerite de Villeneuve et de Louis-Laurent-Frédéric de Chirac, employé au ministère de l'Agriculture.
Ancien employé de la Compagnie des chemins de fer départementaux, Frédéric de Chirac fut condamné le 13 janvier 1892 par le Tribunal correctionnel de Paris pour délit d'outrage public à la pudeur. Il avait monté en juin 1891 au Théâtre d'Art, alors dirigé par Paul Fort, une courte comédie mettant en scène un sujet scabreux et intitulée Prostituée !. Par la suite, Chirac exploita, galerie Vivienne, une salle de spectacle appelée « Théâtre-Réaliste » où se jouaient de courtes pièces de son cru intitulées La Morte violée, Paternité, La Crapule, La Rosse, et dont les textes ont à ce jour disparu. Les représentations étaient privées et, en principe, ne nécessitaient pas d'autorisation de la part du ministère public. Le 22 décembre, il poursuivit ses représentations dans la salle des Fantaisies-Parisiennes, boulevard de Rochechouart, dont les titres sont Le Gueux et L'Avortement. Il commit l'erreur d'en faire la publicité dans divers journaux et d'inviter des inconnus à voir ses spectacles où s'exprimait une forme de nudité (assimilé alors à du racolage).
Chirac, qui jouait également dans ses pièces, avait été entre-temps licencié de la Compagnie des chemins de fer à la suite du scandale qu'avaient provoqué les représentations galerie Vivienne. Le chroniqueur théâtral Adolphe Meyer, ami de Zola, en avait fait grand bruit dans un éditorial publié dans le quotidien parisien Le Soir. D'autres quotidiens suivirent sur le même ton, qualifiant Chirac de pornographe.
Chirac purgea une peine de quinze mois de prison et semble avoir réitéré ses expériences en d'autres lieux parisiens (La Nouvelle Ève ?). En 1905, il publie une pièce, L'Aube de la guillotine (1905), faisant écho aux exécutions publiques qui prenaient place alors rue de la Roquette.
En 1906, il est en tournée avec la troupe formée par Mme Denizot, de l'Ambigu, et continue à jouer dans des pièces à sensation représentant notamment une « hallucination terrifiante » dans une morgue et « un viol, étude passionnelle ». Le 11 mars, alors qu'il interprète à Nemours le rôle d'un alcoolique en proie aux spasmes du delirium tremens, les spectateurs ne réalisent pas que la pâleur et les contractions de l'acteur ne font pas partie du spectacle : Chirac meurt d'un anévrisme cardiaque quelques heures après sa sortie de scène.

## Témoignages
« On se souvient peut-être de cette représentation du Théâtre-Réaliste qui se termina en police correctionnelle. L’auteur M Frédéric de Chirac et l’actrice principale, Mme Odette [de] Mérainval y mimaient en public une scène réservée d’ordinaire aux rideaux fermés de l’alcôve. Du coup, le Théâtre-Réaliste succomba. La pauvre Odette s’enfuit en Belgique. M de Chirac alla en prison. »
Marcel Schwob
« Frédéric de Chirac [...] fait représenter sur la scène de son «théâtre-réaliste», à Paris, une série de « tableaux vivants » ou de « spectacles vécus » ; un accouplement, la visite à une prostituée, un avortement, etc. Le texte des pièces, les comptes rendus des journaux, les interrogatoires du procès permettent de poser quelques questions essentielles, en marge du courant naturaliste dont Frédéric de Chirac se réclamait (alors que Zola condamnait évidemment cette dérive) : qu'est-ce que représenter la réalité au théâtre ? où passe la limite entre le nu obscène et le nu artiste ? »
Yvan Leclerc

## Sources
- Maurice Garçon, Histoire de la justice sous la Troisième République, vol. II : Les grandes affaires, Paris, Fayard, 1957, pp. 282–286
- « En marge du naturalisme... » par Yvan Leclerc, in Pierre Popovic, Érik Vigneault (s/dir.), Les Dérèglements de l'art, Presses de l'Université de Montréal, 2000, pp. 251–263  (ISBN 978-2760617865)
- « Théâtre » par Philippe Di Folco in Dictionnaire de la pornographie, Paris, Presses universitaires de France, 2005, p. 484  (ISBN 978-2130544142)
- Marcela Iacub, Par le trou de la serrure : Une histoire de la pudeur publique, XIXe – XXIe siècle, Paris, Fayard, coll. « Histoire de la pensée », 2008, 352 p. (ISBN 978-2-213-63399-2, présentation en ligne)